# بطولة دوري المنطقة الوسطى في السعودية
بطولة دوري المنطقة الوسطى هي بطولة على مستوى المنطقة الوسطى في المملكة العربية السعودية، ولا تشمل أندية المنطقة الغربية والشرقية والشمالية، ويعتبر دوري عام و يوجد بها تتويج بكأس ودرع.

## نبذة
البطولة كانت عبارة عن تصفيات لكأس الملك، أقيمت أول بطولة عام 1966 وفاز بالبطولة نادي النصر. لعبت آخر بطولة في عام 1974 وفاز بها النصر وكان الهلال وصيفا، حيث تم فرز الأندية بواسطة البطولة التصنيفية عام 1975م، تمهيداً لإنطلاق الدوري السعودية عام 1976م.